# Stenopogon albalulus
Stenopogon albalulus är en tvåvingeart som beskrevs av Martin 1968. Stenopogon albalulus ingår i släktet Stenopogon och familjen rovflugor.
Artens utbredningsområde är Michoacán (Mexiko). Inga underarter finns listade i Catalogue of Life.